# 麒麟苗族乡
麒麟苗族乡，是中华人民共和国四川省宜宾市兴文县下辖的一个乡镇级行政单位。

## 行政区划
麒麟苗族乡下辖以下地区：
三官殿社区、龙泉村、隐龙村、德应村、海辣村、三合社区村、象鼻村、崔家村、飞燕村、顺庆村、中华村、麒麟村、大地社区村、院山村、东风村、茶元村、兰厂村、海峡村、光辉村、新民村、金田村、六望村、双河村、银鹤村和中和村。